# Josep Vento i Ruiz
Josep Vento i Ruiz (València, 1925 - Madrid, 2005) va ser un pintor valencià cofundador del grup Hondo i impulsor de la Nova Figuració durant la dècada dels cinquanta al segle passat.
Vento va cursar estudis a l'Escola de Belles Arts de Sant Carles a València i posteriorment, gràcies a una beca de la Diputació de València, els va ampliar a Madrid. Va fundar el grup artístic Z i va impulsar el grup Hondo juntament amb Juan Genovés. El 1949 va ser pensionat de la Diputació de València. De 1954 a 1960 visqué a Madrid on va treballar en diverses pintures murals.
La seva evolució pictòrica passà d'un estructuralisme amb influències de Paul Klee fins a un neoconstructivisme de subtils grafismes i va potenciar la Nova Figuració a Espanya de la qual va ser un dels cultivadors més destacats.
Les seves obres poden veure's als Museus d'Art Contemporani de Madrid i Sevilla en el d'Art Modern d'Alexandria i en el de Belles Arts de ciutat de València.